# ئی‌ام‌دی اف‌ال۹
ئی‌ام‌دی اف‌ال۹ (انگلیسی: EMD FL9) یک لوکوموتیو دیزلی ساخت شرکت جنرال موتورز الکترو-موتیو دیویژن بوده است.
این لوکوموتیو که مابین سال‌های ۱۹۵۶ تا ۱۹۶۰ تولید می‌شده دارای ۱۶ سیلندر، ۱۷۵۰ اسب بخار توان خروجی و ۱۴۳ کیلومتر در ساعت سرعت نهایی بوده است.